# 2a etapa del Tour de França de 2012
La 2a etapa del Tour de França de 2012 es disputà el dilluns 2 de juliol de 2012 sobre un recorregut de 207,5 km entre les viles belgues de Visé i Tournai.
El vencedor de l'etapa fou el vigent campió del món en ruta, el britànic Mark Cavendish (Team Sky), que s'imposà a l'esprint a l'alemany André Greipel (Lotto-Belisol) i l'australià Matthew Goss (Orica-GreenEDGE). Aquesta era la vint-i-unena victòria de Cavendish al Tour de França.
No es produí cap canvi en la classificació general, però sí en la classificació per punts, que passà a estar encapçalada per l'eslovac Peter Sagan (Liquigas-Cannondale).

## Perfil de l'etapa
Darrere de les etapes belgues de la present edició del Tour, amb un recorregut força més suau que en l'etapa precedent. L'etapa discorre d'est a oest i sols compta amb una petita dificultat muntanyosa de quarta categoria, l'ascens a la Ciutadella de Namur, al km. 82,5. L'esprint es troba a Soignies (km. 153).

## Desenvolupament de l'etapa
Tres ciclistes, els francesos Anthony Roux (FDJ-BigMat) i Christophe Kern (Team Europcar) i, novament, el danès Michael Mørkøv (Team Saxo-Tinkoff) formaren una escapada al km 25 que arribà a tenir una màxima diferència propera als 8 minuts 20 km després.
Al pas per l'única cota del dia, la Ciutadella de Namur (km 82,5) Mørkøv passà en primera posició. En aquest punt els escapats disposaven de sis minuts i mig sobre el gran grup, controlat en tot moment pel RadioShack-Nissan. Els escapats passaren destacats per l'esprint de Soignies (km 153), amb Kern al capdavant, mentre Matthew Goss era el primer a passar-hi del grup principal. A manca de 30 km per la fi de l'etapa, Roux atacà els seus companys, els quals poc després eren reintegrats a la disciplina del gran grup.
Roux va mantenir un avantatge de gairebé un minut en un primer moment, però a manca de 15 km fou neutralitzat. El gran grup era controlat pels equips dels esprintadors, l'Orica-GreenEDGE, l'Omega Pharma-Quick Step i el Lotto-Belisol, que imposaren un fort ritme fins a la recta final. En l'esprint, Mark Cavendish (Team Sky) demostrà ser el més ràpid, tot i no tenir l'ajuda de cap company d'equip a l'hora de preparar-li l'esprint. André Greipel (Lotto-Belisol) i Matthew Goss (Orica-GreenEDGE) foren segon i tercer respectivament. Amb aquesta victòria Cavendish superava Nicolas Frantz i es col·locava com el sisè ciclista amb més victòries al llarg de la història del Tour de França. Cancellara conservà el liderat, mentre Sagan aconseguia el lideratge de la classificació per punts.

## Esprints
| Primer  | Christophe Kern (FRA)     | 20 pts |
| Segon   | Anthony Roux (FRA)        | 17 pts |
| Tercer  | Michael Mørkøv (DEN)      | 15 pts |
| Quart   | Matthew Goss (AUS)        | 13 pts |
| Cinquè  | Mark Renshaw (AUS)        | 11 pts |
| Sisè    | Mark Cavendish (GBR)      | 10 pts |
| Setè    | Peter Sagan (SVK)         | 9 pts  |
| Vuitè   | Kenny van Hummel (NED)    | 8 pts  |
| Novè    | Daryl Impey (RSA)         | 7 pts  |
| Desè    | Brett Lancaster (AUS)     | 6 pts  |
| Onzè    | Kris Boeckmans (BEL)      | 5 pts  |
| Dotzè   | Baden Cooke (AUS)         | 4 pts  |
| Tretzè  | Danilo Hondo (GER)        | 3 pts  |
| Catorzè | Alessandro Petacchi (ITA) | 2 pts  |
| Quinzè  | Nicki Sørensen (DEN)      | 1 pt   |

| Primer  | Mark Cavendish (GBR)      | 45 pts |
| Segon   | André Greipel (GER)       | 35 pts |
| Tercer  | Matthew Goss (AUS)        | 30 pts |
| Quart   | Tom Veelers (NED)         | 26 pts |
| Cinquè  | Alessandro Petacchi (ITA) | 22 pts |
| Sisè    | Peter Sagan (SVK)         | 20 pts |
| Setè    | Iauhèn Hutaròvitx (BLR)   | 18 pts |
| Vuitè   | Juan José Haedo (ARG)     | 16 pts |
| Novè    | Mark Renshaw (AUS)        | 14 pts |
| Desè    | Tyler Farrar (USA)        | 12 pts |
| Onzè    | José Joaquín Rojas (ESP)  | 10 pts |
| Dotzè   | Sébastien Hinault (FRA)   | 8 pts  |
| Tretzè  | Peter Velits (SVK)        | 6 pts  |
| Catorzè | Kenny van Hummel (NED)    | 4 pts  |
| Quinzè  | Yukiya Arashiro (JPN)     | 2 pt   |

## Cotes
- 1. Cota de la Ciutadella de Namur. 188m. 4a categoria (km 82,5) (2,1 km al 4,6%)

| Primer | Michael Mørkøv (DEN) | 1 pt |

## Classificació de l'etapa
|    | Ciclista                  | Equip               | Temps      |
| -- | ------------------------- | ------------------- | ---------- |
| 1  | Mark Cavendish (GBR)      | Team Sky            | 4h 56' 59" |
| 2  | André Greipel (GER)       | Lotto-Belisol       | m. t.      |
| 3  | Matthew Goss (AUS)        | Orica-GreenEDGE     | m. t.      |
| 4  | Tom Veelers (NED)         | Argos-Shimano       | m. t.      |
| 5  | Alessandro Petacchi (ITA) | Lampre-ISD          | m. t.      |
| 6  | Peter Sagan (SVK)         | Liquigas-Cannondale | m. t.      |
| 7  | Iauhèn Hutaròvitx (BLR)   | FDJ-BigMat          | m. t.      |
| 8  | Juan José Haedo (ARG)     | Team Saxo-Tinkoff   | m. t.      |
| 9  | Mark Renshaw (AUS)        | Rabobank ProTeam    | m. t.      |
| 10 | Tyler Farrar (USA)        | Garmin-Sharp        | m. t.      |

## Classificació general
|    | Ciclista                   | Equip                   | Temps       |
| -- | -------------------------- | ----------------------- | ----------- |
| 1  | Fabian Cancellara (SUI)    | RadioShack-Nissan       | 10h 02' 31" |
| 2  | Bradley Wiggins (GBR)      | Team Sky                | + 7"        |
| 3  | Sylvain Chavanel (FRA)     | Omega Pharma-Quick Step | + 7"        |
| 4  | Tejay van Garderen (USA)   | BMC Racing Team         | + 10"       |
| 5  | Edvald Boasson Hagen (NOR) | Team Sky                | + 11"       |
| 6  | Denís Ménxov (RUS)         | Team Katusha            | + 13"       |
| 7  | Philippe Gilbert (BEL)     | BMC Racing Team         | + 13"       |
| 8  | Cadel Evans (AUS)          | BMC Racing Team         | + 17"       |
| 9  | Vincenzo Nibali (ITA)      | Liquigas-Cannondale     | + 18"       |
| 10 | Ryder Hesjedal (CAN)       | Garmin-Sharp            | + 18"       |

## Classificacions annexes
|    | Ciclista                | Equip               | Punts  |
| -- | ----------------------- | ------------------- | ------ |
| 1r | Peter Sagan (SVK)       | Liquigas-Cannondale | 78 pts |
| 2n | Mark Cavendish (GBR)    | Team Sky            | 63 pts |
| 3r | Fabian Cancellara (SUI) | RadioShack-Nissan   | 55 pts |

|    | Ciclista                  | Equip               | Punts |
| -- | ------------------------- | ------------------- | ----- |
| 1r | Michael Mørkøv (DEN)      | Team Saxo-Tinkoff   | 4 pts |
| 2n | Peter Sagan (SVK)         | Liquigas-Cannondale | 1 pt  |
| 3r | Pablo Urtasun Pérez (ESP) | Euskaltel–Euskadi   | 1 pt  |

|    | Ciclista                   | Equip           | Temps       |
| -- | -------------------------- | --------------- | ----------- |
| 1r | Tejay van Garderen (USA)   | BMC Racing Team | 10h 02' 41" |
| 2n | Edvald Boasson Hagen (NOR) | Team Sky        | + 1"        |
| 3r | Rein Taaramae (EST)        | Cofidis         | + 12"       |

|    | Equip             | Temps       |
| -- | ----------------- | ----------- |
| 1r | Team Sky          | 30h 08' 07" |
| 2n | RadioShack-Nissan | + 04        |
| 3r | BMC Racing Team   | + 06        |

## Abandonaments
No es produí cap abandonament.